# 1539 az irodalomban
Az 1539. év az irodalomban.

## Új művek
- Grammatica Hungarolatina, az első magyar nyelvtan; szerkesztője Sylvester János.
- Istvánffy Pál megírja olasz eredetű széphistóriáját: Voltér és Grizeldisz  Historia regis Volter, de az csak jóval később jelent meg. Ez „első regényes históriánk”.[1]

## Születések
- április 12. – Inca Garcilaso de la Vega perui spanyol nyelvű krónikaíró, az Inka Birodalom történetét leíró Los Comentarios Reales de los Incas (1609) című könyv szerzője († 1616)

## Halálozások
- november 7. – Brodarics István püspök, a mohácsi csata történetének krónikása (* 1480 körül)